# Chiesa di San Giuliano (Carpenedo)
La chiesa di San Giuliano era un edificio religioso che si trovava nell'antico commun di San Zulian, l'attuale Favorita, a nord di Mestre.
Sorgeva appena dietro l'odierna villa Carlesso, sul lato est del Terraglio.

## Storia
Citata come San Giuliano de nemore ("del bosco", in riferimento al vicino bosco di Valdimare), o prope Terraleum ("presso il Terraglio"), o, ancora, de fossa pudia ("della fossa petrosa", richiamo alle arginature dei fossati), compare per la prima volta in una bolla di papa Lucio III (1º ottobre 1184), ma la sua origine dovrebbe essere più remota: il patrono, identificato con un vescovo Giuliano inviato da san Pietro ad Orléans, era infatti un santo molto venerato dai Franchi e si può datarne la fondazione tra l'VIII e il IX secolo. Non ebbe mai autonomia ecclesiastica e fu sempre sottoposta alla pieve dei Santi Gervasio e Protasio di Carpenedo.
Le era annesso un ospedale-monastero, cosa che non deve stupire visto che il complesso si affacciava al Terraglio, importante arteria per la quale passava un intenso traffico di viandanti, specialmente pellegrini. L'importanza dell'ospizio crebbe probabilmente dopo la prima crociata e ancor di più con il potenziamento della strada nel corso del medioevo, tant'è che gli si aggiunse anche un'osteria. Nel 1297 risultava caricato di quattro lire di decima, divenute sessanta nel 1330. Si sa poi che nella seconda metà del Trecento subì un restauro e che nel 1436 fu ancora citato nei registri degli ospedali; all'epoca era gestito dai francescani, ai quali rimase sino al 1491.
Nel 1502 divenne priorato (quindi affidata ad un solo sacerdote) e dal 1520 fu sottoposta a giuspatronato: fu dei Tiepolo sino al 1647, anno in cui passò ai Sagredo. Le entrate rimanevano cospicue: nel 1520 il beneficio rendeva 400 ducati l'anno. Tra i priori, spicca negli anni 1640 Emilio Finetti, benedettino nero: particolarmente apprezzato per le sue doti musicali, fu ingaggiato dal Consiglio Civico di Mestre come organista.
Sotto il giuspatronato dei Sagredo, vi fu istituita una mansioneria: i nobili si impegnavano a stipendiare un sacerdote che vi risiedesse e vi officiasse la messa giornalmente. Nello stesso periodo, venne a cessare l'attività dell'ospizio.
A partire dal Settecento il complesso è in grave stato di incuria, sebbene i suoi benefici continuassero a fruttare. Ai primi anni dell'Ottocento la chiesa era pericolante e i Sagredo proposero di cederla agli abitanti purché si impegnassero a ristrutturarla; ma l'idea non fu accolta e nel 1809 la diocesi di Treviso ne autorizzava la demolizione.
In seguito gli abitanti tentarono di innalzare sul luogo un capitello, ma i lavori furono interrotti perché il nuovo proprietario del fondo, tal Giovambattista Raine, vi volle costruire un oratorio privato. In seguito Raine pretese che la nuova cappella potesse riscuotere gli antichi benefici di San Giuliano, scontrandosi così con Nicolò Barretta, che aveva acquistato i beni Sagredo. In ogni caso, anche la nuova costruzione risulta scomparsa nel 1860 e gli abitanti della zona, perdendo un riferimento religioso plurisecolare, furono costretti a rivolgersi ad altre cappelle, dapprima San Nicolò della distrutta villa Sagredo, quindi la Vergine del Carmine di villa Scopinich-Franchin. 

## Descrizione
Perduta ogni testimonianza "fisica", l'aspetto esterno della chiesa ci è noto - a grandi linee - da alcune mappe cinque-secentesche. L'edificio sembra molto semplice, con una liscia facciata (su cui si apre un rosone) e affiancata sul lato nord da un campanile con il tetto spiovente e sormontato da una croce.
Anche gli interni dovevano essere piuttosto modesti, come testimoniato dai rapporti delle visite pastorali. Nel 1597 sono citati solo due altari, ma dal 1609 se ne citano tre, i quali cambiano più volte intitolazioni: se all'inizio, oltre al maggiore, si ricordano quelli della Beata Vergine e di San Pietro, nel 1647 il primo era intitolato a Maria e gli altri due a San Giuliano e alla Vergine; nel 1696 i due altari laterali sono quelli del Crocefisso (come voluto dal doge Nicolò Sagredo), mentre nel 1769 il maggiore è di San Giuliano e gli altri del Crocefisso e della Maddalena. Nella chiesa è presente un organo a canne.